# Løgmanssteypið 2019
La Løgmanssteypið 2019 è stata la 65ª edizione della coppa nazionale delle Fær Øer che si è disputata tra il 30 marzo e il 21 settembre 2019. Il B36 Tórshavn era la squadra detentrice del trofeo. L'HB Tórshavn ha conquistato il trofeo per la ventisettesima volta nella sua storia.

## Formula
Alla competizione, disputata ad eliminazione diretta, partecipano 17 squadre: alle dieci squadre della Formuladeildin se ne sono aggiunte sette provenienti dalle serie inferiori. Tutti i turni si disputano in gara unica tranne le semifinali, giocate con partite di andata e ritorno.

## Squadre Partecipanti
| Formuladeildin (10) | 1. deild (3)                    | 2. deild (3)                | 3. deild (1) |
| AB Argir B36 Tórshavn EB/Streymur HB Tórshavn ÍF Fuglafjørður KÍ Klaksvík NSÍ Runavík Skála ÍF TB/FCS/Royn Víkingur Gøta | 07 Vestur B68 Toftir B71 Sandur | FC Hoyvík Suðuroy Undrið FF | Royn Hvalba  |

## Turno preliminare
| 30 marzo 2019 |       |           |
| Royn Hvalba   | 2 – 1 | FC Hoyvík |

## Ottavi di finale
| 10 aprile 2019 |        |                 |
| Royn Hvalba    | 0 – 4  | B68 Toftir      |
| HB Tórshavn    | 2 – 1  | NSÍ Runavík     |
| Skála ÍF       | 1 – 0  | AB Argir        |
| TB Tvøroyri    | 2 – 1  | Suðuroy         |
| Undrið FF      | 1 – 13 | KÍ Klaksvík     |
| B71 Sandur     | 1 – 0  | ÍF Fuglafjørður |
| B36 Tórshavn   | 4 – 0  | 07 Vestur       |
| EB/Streymur    | 2 – 6  | Víkingur Gøta   |

## Quarti di finale
| 22 aprile 2019 |             |             |
| B36 Tórshavn   | 3 – 4 (dts) | KÍ Klaksvík |
| Skála ÍF       | 5 – 1       | TB Tvøroyri |
| Víkingur Gøta  | 10 – 0      | B68 Toftir  |
| HB Tórshavn    | 4 – 0       | B71 Sandur  |

## Semifinali
| Squadra 1                      | Totale      | Squadra 2     | Andata | Ritorno |
| ------------------------------ | ----------- | ------------- | ------ | ------- |
| 8 maggio 2019 / 22 maggio 2019 |             |               |        |         |
| HB Tórshavn                    | 2 – 1       | KÍ Klaksvík   | 1 – 1  | 1 – 0   |
| 9 maggio 2019 / 23 maggio 2019 |             |               |        |         |
| Skála ÍF                       | 1 – 1 (gfc) | Víkingur Gøta | 1 – 1  | 0 – 0   |

## Finale
| Arbitro: | Dagfinn Forná |

|           |           |                                          |
| Olsen 62’ | Marcatori | 40’ Justinussen 52’ Samuelsen 71’ Pingel |